# Obraz (informatyka)
Obraz – kopia danych zawartych na nośniku (na przykład dysku twardym, płycie kompaktowej, dyskietce) lub partycji, najczęściej zapisana w pliku. Kopia wykonywana jest zwykle sektor po sektorze, co pozwala na dokładne odwzorowanie danych zawartych na nośniku, niezależnie od używanego systemu plików. W zależności od formatu obrazu, może obejmować on jeden lub więcej plików.
Format obrazu może być otwartym standardem, na przykład obraz ISO dla płyt kompaktowych, bądź być zamkniętym formatem producenta danego programu.
Niektóre formaty plików obrazów wspierają kompresję danych lub szyfrowanie.

## Przykłady obrazów płyt
- ISO (ImgBurn)
- CUE/BIN (CDRWIN)
- MDS/MDF, MDX (Media Descriptor)
- NRG (Nero Burning ROM)
- CCD/IMG/SUB (CloneCD)
- DVD (CloneDVD)
- PDI (Instant CD/DVD)
- BWT (Blindread)
- B5T, B6T (BlindWrite)
- CDI (DiscJuggler)
- DAA (Power ISO)
- ISZ (Ultra ISO)
- SAV (Daemon Tools)

## Obrazy dyskietek
- MSA
- DIM
- ST
- ATR
- IMG
- IMZ
- TD
- D64

## Przykładowe programy do odczytywania i zapisywania obrazów płyt
- UltraISO
- DAEMON Tools
- Alcohol 120%
- K3b